# Сивашівка
Сива́шівка — село в Україні, у Новотроїцькій селищній громаді Генічеського району Херсонської області. Населення становить 869 осіб.

## Географія
Село розташоване за 15 км від центру громади та за 18 км від найближчої залізничної станції Новоолексіївка. Площа: 61,637 км².

## Назва
Свою назву село дістало від озера Сиваш, біля якого воно розташоване.

## Історія
Сивашівка заснована у 1908 році. Її першим поселенцем був поміщик Твардов, який згодом став власником 3 тисяч га орної землі і 2 тисяч цілинної землі.
Радянська окупація в селі розпочалась 1918 році, а у 1936 році в Сивашівці створено перше велике господарство — радгосп «Червоний Сиваш».
14 вересня 1941 року село було окуповане німецькими військами. Звільнили населений пункт 30 жовтня 1943 року.
12 червня 2020 року, відповідно до розпорядження Кабінету Міністрів України № 713-р «Про визначення адміністративних центрів та затвердження територій територіальних громад Запорізької області», увійшло до складу Новотроїцької селищної громади.
17 липня 2020 року, в результаті адміністративно-територіальної реформи та ліквідації Новотроїцького району, село увійшло до складу Генічеського району.
В селі функціонують: загальноосвітня школа, дитячий садок.
24 лютого 2022 року село тимчасово окуповане російськими військами під час російсько-української війни.